# ميراثية محدثة
الميراثية المحدثة (بالإنجليزية: Neopatrimonialism)‏ (وتلفظ: النيوباتريمونالية)؛ هي نظام من التسلسل الهرمي الاجتماعي حيث يستخدم المستفيدون موارد الدولة لتأمين ولاء العملاء في عموم السكان، وتعتبر علاقة غير رسمية بين الراعي والعميل يمكن أن تمتد من مستوى عالٍ جدًا في هياكل الدولة إلى الأفراد في القرى الصغيرة.
يمكن للميراثية المحدثة أن تكمن وراء أو تحل محل الهيكل البيروقراطي للدولة، بيحث أن أولئك الذين لديهم علاقات فقط لديهم القوة الحقيقية، وليس أولئك الذين يشغلون مناصب أعلى. تشمل الانتقادات الأخرى لها أنها تقوض المؤسسات السياسية وسيادة القانون، وأنها ممارسة فاسدة (ولكنها ليست دائمًا غير قانونية). ومع ذلك، فإن الميراثية المحدثة لها فوائدها أيضًا، حيث يمكنها أن توسع مدى وصول الدولة إلى الأطراف الجغرافية والاجتماعية للبلد، وتوفر الاستقرار على المدى القصير، وتسهل التكامل المجتمعي.
يتم تعريف الميراثية المحدثة على النحو الذي حدده المؤلف كريستوفر كلافام من كتاب طبيعة دولة العالم الثالث، هو «... شكل من أشكال التنظيم الذي تسود فيه العلاقات ذات النوع الباتريمونالي الواسع في نظام سياسي وإداري مبني رسميًا على خطوط عقلانية قانونية» إنه نظام يستخدم فيه مكتب السلطة للاستخدامات والمكاسب الشخصية، بدلاً من التقسيم الصارم للمجالين الخاص والعام.

## أصل وتعريف المصطلح
يُعتقد عمومًا أن «الميراثية المحدثة» كمصطلح مميز نشأ مع شموئيل أيزنشتات، في كتابه عام 1973 الباتريمونالية والميراثية المحدثة الحديثة، مشتقًا إياه من مصطلح ماكس فيبر، "باتريمونالية "، الذي استخدم المصطلح لـ وصف نظام حكم قائم على الموظفين الإداريين والعسكريين، الذين كانوا مسؤولين أمام الحاكم فقط. الميراثية المحدثة وهي شكل حديث من الباتريمونالية التقليدية، هي نظام مختلط تتعايش فيع عناصر الحكم الباتريمونالي والعقلاني البيروقراطي وتتشابك أحيانًا.

## التطبيق والنقد
تُستخدم الميراثية المحدثة أحيانًا كطريقة لشرح سبب الفشل المفترض للدول الأفريقية في إحداث الإصلاحات النيوليبرالية للسوق. هذا التركيز مثير للجدل، حيث يشتكي البعض من أن المصطلح غامض، والبعض الآخر من أن استخدامه فشل في مراعاة سياسات الدول غير الأفريقية. على سبيل المثال، في عام 1998 قال ثانديكا مكانداوير:
مشكلة أخرى هي أن الدول «الميراثية المحدثة» داخل وخارج إفريقيا اتبعت مجموعة واسعة من السياسات بما في ذلك بعض السياسات التنموية بشكل مباشر. بعبارة أخرى، بخلاف الإشارة إلى أسلوب الحكم، فإن الميراثية المحدثة لا تخبرنا كثيرًا عن السياسات التي ستتبعها الدولة وما هو النجاح. في الحالة الأفريقية، تم استخدام «الميراثية المحدثة» لشرح استبدال الواردات، والتوجه نحو التصدير، والمؤسسات شبه الحكومية، والخصخصة، وتنمية القطاع غير الرسمي، إلخ. والنتيجة هي أنه في سعيها لشرح كل شيء، لا تفسر شيئًا سوى أن العلاقات الرأسمالية في شكلها المثالي ليست منتشرة في إفريقيا.
جادل آخرون بأن المفهوم صالح ويحتاج إلى صقل. على سبيل المثال، حددت ورقة بحثية في عام 2004 الصعوبات السياسية في بنغلاديش حيث تعود أصولها إلى النظام النيوباتريمونالي الذي تطور هناك.

## في افريقيا
نظرًا لكونها التوزيع الرأسي للموارد التي تؤدي إلى ظهور شبكات المستفيد والعميل القائمة على فرد أو حزب قوي، فقد تمت مناقشة الميراثية المحدثة ذات مرة على أنها ضرورية للتوحيد والتنمية بعد إنهاء الاستعمار. على الرغم من أن الميراثية المحدثة تبدو كشكل من أشكال الفساد من خلال الإكراه، إلا أنها لا تعتبر سلوكًا فاسدًا من قبل معظم البلدان التي توجد فيها الميراثية المحدثة، ولا يُنظر إليها على أنها مرادف للفساد، ولكنها شكل مميز لاكتساب الشرعية والتعامل مع الصعوبات في فن الحكم الخاص بأفريقيا والتي تعود جذورها إلى عصور ما قبل الاستعمار. بالنسبة لمؤسسات الدولة الضعيفة التي خلفها الحكم الاستعماري لتكتسب الشرعية من السكان الذين يخضعون للحكم، يُترك قادة الدولة للحصول على الشرعية بطريقتين، إما من خلال القوة أو من خلال دفع رواتب الناس وإعطاء مناصب حكومية مقابل دعم الزعيم الحاكم، والميراثية المحدثة هي تلك الأخيرة وقد اعتبرتها الحكومات التي تحاول اكتساب الشرعية طريقة أقل عنفًا ووحشية للحكم من الأولى، على الرغم من عدم استقرارها في كثير من الأحيان.
يجادل نيكولاس فان دي وال (بالإنجليزية: Nicolas Van de Walle)‏ أن الميراثية المحدثة منتشرة جدًا في إفريقيا منذ رحيل الاستعمار، وكون الأنظمة الأفريقية رئاسية سهل المحسوبية لأن السلطة تتركز في فرد واحد مع السيطرة الكاملة على الشبكات. على حد تعبير جويل مجدل، يبدو أن الدولة في البلدان الأفريقية حاضرة في كل مكان في جميع جوانب حياة الناس، من المستويات المحلية للغاية إلى مستويات الحكومة المركزية. يقدم فان دي وال فكرة أن الدول في إفريقيا هي أنظمة مختلطة حيث تتعايش الممارسات الموروثة والبيروقراطية بدرجة أعلى أو أقل. الدول الأفريقية لديها قوانين ونظام دستوري، وبالتوازي تحكمها المنطق الوراثي الذي تقوم فيه السلطة السياسية على المحسوبية ويخصص أصحاب المناصب باستمرار الموارد العامة لمصلحتهم الخاصة. تعني الطبيعة المزدوجة للأنظمة الأفريقية أن المحسوبية ليست عرضية ولا يمكن تصحيحها بسهولة من خلال سياسات بناء القدرات وفي نفس الوقت تلعب الهياكل الرسمية دورًا مهمًا، حتى في الدول الأقل مؤسسية.
خلال أزمة الديون الأفريقية، أظهرت الميراثية المحدثة علامات ضعف مختلفة. مع تراكم كميات هائلة من الديون على البلدان الأفريقية بسبب الركود العالمي والتضخم من الحظر النفطي عام 1973، بدأت الروابط الميراثية المحدثة التي ساعدت في ترسيخ شرعية الأنظمة في الضعف. اعتمدت البلدان الأفريقية بشدة على المساعدات والقروض الخارجية كمصدر للدخل الحكومي لدرجة أنه عندما جفت هذه الموارد، لم تعد الأنظمة قادرة على سداد أموال الأشخاص الذين كانت تدفع لهم أو توفر وظائف حكومية لمن لديهم لأن الأنظمة لم يكن لديها المال اللازم لذلك. القيام بذلك. أدى ذلك إلى انعدام الشرعية في العديد من البلدان مما أدى إلى التمرد.
في دراسة أجريت عام 1994، جادل مايكل براتون ونيكولاس فان دي وال بأن انتشار الأنظمة الميراثية المحدثة في إفريقيا يفسر سبب عدم نجاح العديد من الدول الأفريقية في التحول إلى الديمقراطية، فلكي تتم الدمقرطة، فإن أحد المكونات الرئيسية المطلوبة هو تغيير الثقافة السياسية، التي تُعرَّف بأنها الأفكار والمواقف والمعتقدات السياسية المشتركة التي تكمن وراء المجتمع، والثقافة السياسية في النظام الميراثية المحدثة هي الثقافة التي يرى الناس فيها الحكومة كمزود للسلع، وبدون توفير الحكومة، فإن الحكومة ليس لها فائدة تذكر لدى الشعب. لا توجد أيديولوجية سياسية مشتركة في معظم هذه البلدان، ناهيك عن اقتصادات مستقرة بدرجة كافية، وبالتالي فإن الأنظمة السياسية الديمقراطية لا يمكنها أبدًا أن ترسخ أقدامها في الكثير من البلدان الأفريقية حيث يكون النظام جزءًا لا يتجزأ من الميراثية المحدثة. غالبًا ما تكون الطريقة الوحيدة للتحرر من هذا النظام هي التمرد أو الانقلاب العسكري.
وفقًا لفان دي وال، فإن إحدى القضايا الرئيسية مع الميراثية المحدثة هي أنها تقوض الإصلاح الاقتصادي في إفريقيا المعاصرة على مستويات متعددة. يتبع كريستيان فون سوست أن هذا النظام السياسي غير الرسمي للحكام في الدول الأفريقية ينتهك تحصيل الضرائب ويؤدي إلى انخفاض في إيرادات الدولة. يشير جويل ميغدال إلى أن قادة الدولة سوف يشرذمون السلطة ويستخدمون تقنيات مختلفة لمنع تنفيذ الإصلاح والسياسة في الفروع والمؤسسات المحلية، كطريقة لتجنب تعبئة الوكالات المحلية المهمة ضد السلطة المركزية، فالهدف الرئيسي للقادة المركزيين هو تجنب فقدان السلطة والسيطرة، حتى لو كان ذلك يعني وقف تنفيذ السياسة.

## لمزيد من الاطلاع
- باتريك شابال وجان باسكال دالوز: إفريقيا تعمل: الفوضى كأداة سياسية (أكسفورد، كوري، 1999)